# Ula Valkenburg
Ula Valkenburg, née en 1901 et morte le 16 mai 1988, est une joueuse de tennis australienne des années 1930.
Elle a réalisé sa meilleure performance en disputant la finale du double dames en 1934 au Championnat d'Australie aux côtés de Joan Hartigan Bathurst.

## Palmarès (partiel)

### Finale en double dames
| No | Date       | Nom et lieu du tournoi          | Catégorie | Surface      | Vainqueures                              | Partenaire    | Score         |          |
| -- | ---------- | ------------------------------- | --------- | ------------ | ---------------------------------------- | ------------- | ------------- | -------- |
| 1  | 18/01/1934 | Australian Championships Sydney | G. Chelem | Gazon (ext.) | Margaret Molesworth Emily Hood Westacott | Joan Hartigan | 6-8, 6-4, 6-4 | Parcours |

## Parcours en Grand Chelem (partiel)
Si l’expression « Grand Chelem » désigne classiquement les quatre tournois les plus importants de l’histoire du tennis, elle n'est utilisée pour la première fois qu'en 1933, et n'acquiert la plénitude de son sens que peu à peu à partir des années 1950.

### En simple dames
| Année | Championnat d'Australasie Championnat d'Australie | Championnat d'Australasie Championnat d'Australie | Internationaux de France | Internationaux de France | Wimbledon | Wimbledon | US National | US National |
| ----- | ------------------------------------------------- | ------------------------------------------------- | ------------------------ | ------------------------ | --------- | --------- | ----------- | ----------- |
| 1925  | 1er tour (1/16)                                   | Marjorie Cox                                      | -                        | -                        | -         | -         | -           | -           |
| 1931  | 1er tour (1/16)                                   | Joan Hartigan                                     | -                        | -                        | -         | -         | -           | -           |
| 1934  | 1/4 de finale                                     | Joan Hartigan                                     | -                        | -                        | -         | -         | -           | -           |

À droite du résultat, l’ultime adversaire.

### En double dames
| Année | Championnat d'Australasie Championnat d'Australie | Championnat d'Australasie Championnat d'Australie | Internationaux de France | Internationaux de France | Wimbledon | Wimbledon | US National | US National |
| ----- | ------------------------------------------------- | ------------------------------------------------- | ------------------------ | ------------------------ | --------- | --------- | ----------- | ----------- |
| 1925  | 1er tour (1/16) Mackie                            | Muriel Wilson L. Wood                             | -                        | -                        | -         | -         | -           | -           |
| 1931  | 1/4 de finale D. Dingle                           | Nell Lloyd Lorna Utz                              | -                        | -                        | -         | -         | -           | -           |
| 1934  | Finale Joan Hartigan                              | M. Molesworth Emily Hood                          | -                        | -                        | -         | -         | -           | -           |

Sous le résultat, la partenaire ; à droite, l’ultime équipe adverse.

### En double mixte
| Année | Championnat d'Australasie Championnat d'Australie | Championnat d'Australasie Championnat d'Australie | Internationaux de France | Internationaux de France | Wimbledon | Wimbledon | US National | US National |
| ----- | ------------------------------------------------- | ------------------------------------------------- | ------------------------ | ------------------------ | --------- | --------- | ----------- | ----------- |
| 1925  | 1er tour (1/8) W. Medcalfe                        | Pattie Meaney A. Willard                          | -                        | -                        | -         | -         | -           | -           |
| 1931  | 1/2 finale C. Donohue                             | Marjorie Cox Jack Crawford                        | -                        | -                        | -         | -         | -           | -           |

Sous le résultat, le partenaire ; à droite, l’ultime équipe adverse.